# Xavier Relecom
 Xavier Relecom  (Anvers, 6 juin 1900 - Bruxelles, 22 novembre 1977) est  un homme politique belge et une personnalité du Parti communiste de Belgique (PCB) puis de ses diverses dissidences « maoïstes ».

## Biographie
Employé comptable, Xavier Relecom fait ses premiers pas de militant au sortir de la grande guerre au sein du Parti ouvrier belge. Il est actif notamment au sein de la ligue ouvrière d’Ixelles et de la Jeune Garde socialiste (JGS). Exclu du POB en 1928, il adhère alors officiellement au PCB.
Relecom devient permanent du PCB  en 1932 ainsi que secrétaire de la section belge du Secours rouge international.  Devenu l’un des principaux collaborateurs de Joseph Jacquemotte, il fait son entrée au Bureau politique en 1935 et est élu l’année suivante député de l’arrondissement de Bruxelles.
La mort inopinée de Jacquemotte en octobre 1936 embarrassa durablement le correspondant du Komintern à Bruxelles, le hongrois Andor Berei, finalement Moscou décide de mettre en place une « troïka » de secrétaires nationaux : Julien Lahaut pour la Wallonie, Georges Van den Boom pour la Flandre et pour Bruxelles Xavier Relecom qui avait été signalé, dès 1935, par Berei à Moscou comme seule alternative à Jacquemotte, quoique manquant encore d’autorité et d’expérience.
Par élimination donc, mais aussi aux dires de la majorité des membres du Bureau politique, « le meilleur choix » s’avéra être Xavier Relecom, pour sa capacité à juger de manière réaliste des rapports de force, pour ses capacités manifestes d’organisation et surtout pour sa fidélité aux directives du l’Internationale communiste et ses bonnes relations avec Berei, le représentant en Belgique de cette dernière.
Devenu en 1939, le véritable no 1 du parti en tant que Secrétaire général, Relecom échappe aux arrestations de mai 1940 puis de juin 1941 et réussit la mise dans l’illégalité du parti à partir de janvier 1941. Son parcours dirigeant est brutalement et définitivement interrompu par l’arrestation en juillet 1943 par les allemands de toute la direction politique du PCB et d’une centaine de cadres du parti, tragédie qui suivent l’élimination en avril 1943 de la direction « militaire » du parti causée par l’arrestation de Paul Nothomb.
Relecom, avec trois autres membres du Bureau politique (Pierre Joye, Georges Van den Boom et Joseph Leemans), détenus au Fort de Breendonk passent  un « pacte » avec la Gestapo qui leur garantit la vie sauve en échange de quoi ils devront persuader les autres communistes arrêtés de fournir des informations à la police allemande.
Ce « pacte », secret de parti conservé rigoureusement pendant quarante ans pour ne pas ternir l’image du « parti de la résistance et des fusillés », renverra provisoirement les intéressés à la base après la libération. Relecom doit démissionner de son mandat de député en août 1945 et quitter le comité central. Cette disgrâce sera de courte durée, en 1947, il est nommé secrétaire de la fédération de Charleroi et retourne au Comité central.
En 1963, le divorce entre Moscou et Pékin va diviser le PCB, celui-ci connaît alors sa scission la plus grave depuis l’exclusion des trotskistes en 1928. À la suite de Jacques Grippa, membre récemment démissionné du Comité central, figure de la Résistance est exclu et va être à l'origine d'une tendance du communisme se proclamant "marxiste-léniniste". Xavier Relecom prend part à cette dissidence « grippiste » et fait partie du Comité central avant d’en être exclu en novembre 1967, il participe alors à la fondation du Parti Communiste marxiste-léniniste de Belgique (PCMLB) dont il fait partie du Comité central.

### Sources
- José Gotovitch : "Construction et déconstruction d’un culte : le cas Edgar Lalmand, secrétaire général du Parti communiste de Belgique"
- Le PCB et la scission "grippiste" de 1963.